# Tikaderia
Tikaderia is een geslacht van spinnen uit de  familie van de Agelenidae (trechterspinnen).

## Soort
- Tikaderia psechrina Simon, 1906